# Сегарес, Гонсало
Гонса́ло Сега́рес Гонса́лес (исп. Gonzalo Segares González; 13 октября 1982, Сан-Хосе, Коста-Рика) — коста-риканский футболист, защитник. Выступал в сборной Коста-Рики. Большую часть своей карьеры провёл, выступая за клуб MLS «Чикаго Файр».

## Карьера игрока
Карьера Гонсало Сегареса началась в молодёжном составе клуба «Саприсса». Затем он переехал в США, где играл за футбольную команду Университета Содружества Виргинии. За четыре сезона в Национальной ассоциации студенческого спорта провёл 84 игры и забил 16 мячей. Одновременно выступал за клуб «Уильямсберг Легаси» в Премьер-лиге развития ЮСЛ. В 2004 году стал финалистом на соискание «Херманн Трофи», награды лучшему игроку студенческого футбола США, и вошёл в первую всеамериканскую символическую сборную.
На супердрафте MLS 2005 Сегарес был выбран в третьем раунде под общим 35-м номером клубом «Чикаго Файр». Он быстро стал игроком основы клуба. Его профессиональный дебют состоялся 21 мая 2005 года в матче против «Колорадо Рэпидз». Свой первый гол в профессиональной карьере он забил 15 июня 2005 года в матче против «Ди Си Юнайтед». По итогам сезона 2007 Сегарес был назван защитником года «Чикаго Файр».
20 января 2010 года Сегарес перешёл в клуб чемпионата Кипра «Аполлон».
6 августа 2010 года Сегарес вернулся в «Чикаго Файр» по свободному трансферу. 6 декабря 2012 года он подписал с клубом новый многолетний контракт. По окончании сезона 2014 «Чикаго Файр» отклонил опцию продления контракта Сегареса. 4 февраля 2015 года Сегарес объявил о завершении карьеры игрока, оставшись в «Чикаго Файр» в роли тренера молодёжной академии. За десять сезонов в «Чикаго Файр» Сегарес провёл 231 матч в регулярных чемпионатах MLS, в которых забил 11 голов и отдал 14 результативных передач.
За сборную Коста-Рики Сегарес дебютировал 9 сентября 2007 года в товарищеском матче со сборной Гондураса. Был включён в состав сборной на Золотой кубок КОНКАКАФ 2009.

## Карьера тренера
13 января 2020 года Сегарес был назначен главным тренером сборной США до 15 лет.
18 октября 2021 года Сегарес возглавил сборную США до 17 лет.

## Достижения
Командные
 «Чикаго Файр»
- Победитель Открытого кубка США: 2006